# Milad Beigi
Milad Beigi, född den 1 mars 1991 i Isfahan i Iran, är en azerisk taekwondoutövare.
Han tog OS-brons i mellanviktsklassen i samband med de olympiska taekwondotävlingarna 2016 i Rio de Janeiro.